# ریس بنت
ریس بنت (انگلیسی: Rhys Bennett؛ زادهٔ ۱ سپتامبر ۱۹۹۱) بازیکن فوتبال اهل بریتانیا است.
از باشگاه‌هایی که در آن بازی کرده‌است می‌توان به باشگاه فوتبال فالکیرک، باشگاه فوتبال روچدیل، و باشگاه فوتبال بولتون واندررز اشاره کرد.